# Àdino
Àdino (en rus: Адино) és un poble de l'óblast de Vladímir, a Rússia, segons el cens del 2010 tenia 274 habitants. Pertany al districte municipal de Mélenki.